# Якнури
Якну́ри (рос. Якнуры, марій. Якынур) — присілок у складі Гірськомарійського району Марій Ел, Росія. Входить до складу Єласівського сільського поселення.

## Населення
Населення — 172 особи (2010; 209 у 2002).
Національний склад (станом на 2002 рік):
- марі — 96 %